# Gerberga van Mâcon
Gerberga van Mâcon (circa 940 - 986/991) was van 956 tot 962 koningin-gemalin van Italië en van 972 tot aan haar dood hertogin-gemalin van Bourgondië.

## Levensloop
Het is niet duidelijk wie Gerberga's ouders waren. Lange tijd werd aangenomen dat ze een dochter was van graaf Lambert I van Chalon uit diens huwelijk met Adelheid, dochter van graaf Giselbert van Chalon en weduwe van graaf Robert I van Meaux. Dit is echter omstreden: Lambert I werd geboren omstreeks het jaar 930 en Adelheids eerste echtgenoot Robert I van Meaux overleed rond het jaar 967, waardoor Lambert en Adelheid pas na dat jaar gehuwd zijn. Over een eerste huwelijk van Lambert is dan weer niets bekend. Omdat haar zoon Otto Willem van Bourgondië later graaf van Mâcon was, wordt vermoed dat ze eerder zou afstammen van de graven van Mâcon. Ook dit wordt betwist, Otto Willem kwam namelijk in het bezit van Mâcon via zijn echtgenote Ermentrudis van Roucy.
In ieder geval huwde Gerberga rond het jaar 956 met koning Adelbert van Italië (932-971), die in 962 van de macht werd verdreven. Het echtpaar kreeg twee kinderen: Otto Willem (962-1026), hertog van Bourgondië en graaf van Mâcon, en Gisela, de echtgenote van graaf Anselm I van Savona.
Na de dood van Adelbert in 971 hertrouwde Gerberga in 972 met hertog Hendrik I van Bourgondië (946-1002), tevens broer van de Franse koning Hugo Capet. Gerberga en Hendrik kregen geen kinderen. Omdat Hendrik geen zonen had, adopteerde hij uiteindelijk zijn stiefzoon Otto Willem en liet hij hem het vrijgraafschap Bourgondië na. Gerberga stierf tussen 986 en 991.